# Diecezja Beihai
Diecezja Beihai (łac. Dioecesis Pehaevensis, chiń. 天主教北海教区) – rzymskokatolicka diecezja ze stolicą de iure w Beihai w regionie autonomicznym Kuangsi, a de facto w Zhanjiang w prowincji Guangdong, w Chińskiej Republice Ludowej. Biskupstwo jest sufraganią archidiecezji kantońskiej.

## Historia
1 sierpnia 1920 papież Benedykt XV brewe Si ulla unquam erygował wikariat apostolski Zachodniego Guangdong i Hajnanu. Dotychczas wierni z tych terenów należeli do wikariatu apostolskiego Kantonu (obecnie archidiecezja kantońska).
3 grudnia 1924 zmieniono nazwę na wikariat apostolski Beihai.
W wyniku reorganizacji chińskich struktur kościelnych dokonanej przez papieża Piusa XII 11 kwietnia 1946 wikariat apostolski Beihai podniesiono do godności diecezji.
Z 1950 pochodzą ostatnie pełne, oficjalne kościelne statystyki. Diecezja Beihai liczyła wtedy:
- 15 105 wiernych (0,5% społeczeństwa)
- 27 księży (wszyscy diecezjalni)
- 72 sióstr zakonnych
- 18 parafii.

Od zwycięstwa komunistów w chińskiej wojnie domowej w 1949 diecezja, podobnie jak cały prześladowany Kościół katolicki w Chinach, nie może normalnie działać.
W 2002 chińskie władze połączyły w jedną diecezję wszystkie kościelne jednostki w Regionie Autonomicznym Kuangsi-Czuang. Diecezja ta została nazwana Kuangsi. W jej skład włączono również leżącą w Kuangsi część diecezji Beihai wraz z jej stolicą. Z części diecezji Beihai znajdującej się w prowincji Guangdong utworzono osobną diecezję Zhanjiang. Zostało to dokonane bez mandatu Stolicy Świętej, więc z kościelnego punktu widzenia działania te były nielegalne.
Obecny biskup Paul Su Yongda jest uznawany zarówno przez Stolicę Apostolską jak i rząd w Pekinie. Jednak za wierność Kościołowi bp Su Yongda jest represjonowany przez władze państwowe. Np. w lipcu 2011 bp Su Yongda został porwany przez przedstawicieli władz w celu zmuszania go do udziału w nielegalnych z punktu widzenia Kościoła święceniach biskupich.

## Ordynariusze

### Wikariusze apostolscy
- Auguste Gauthier MEP[4] (1921 – 1927)
- Gustave-Joseph Deswazières MEP[4] (1928)
- Jean-Baptiste-Michel-Marie-Louis Pénicaud MEP[4] (1929 – 1940)
- Gustave-Joseph Deswazières MEP (1940 - 1946) ponownie

### Biskupi diecezjalni
- Gustave-Joseph Deswazières MEP (1946 - 1959)
- sede vacante (być może urząd sprawował biskup(i) Kościoła podziemnego) (1959 - 2004)
- Paul Su Yongda (2004 - nadal)

### Antybiskupi
Ordynariusze mianowani przez Patriotyczne Stowarzyszenie Katolików Chińskich nieposiadający mandatu papieskiego:
- Joseph Chen Chu (1995 - 2003).